# Duren Sawit (onderdistrict)
Duren Sawit is een onderdistrict van de stadsgemeente Jakarta Timur (Oost-Jakarta) in de provincie Jakarta, Indonesië. Duren Sawit was tot 1990 onderdeel van het onderdistrict Jatinegara.

## Verdere onderverdeling
Het onderdistrict Duren Sawit is verdeeld in 7 kelurahan (stedelijke gemeenschappen):
1. Pondok Bambu - postcode - 13430
2. Duren Sawit - postcode - 13440
3. Pondok Kelapa - postcode - 13450
4. Pondok Kopi - postcode - 13460
5. Malaka Jaya - postcode - 13460
6. Malaka Sari - postcode - 13460
7. Klender - postcode - 13470